# Chiesa di Sant'Ilario a Port'Aurea
La ex chiesa di Sant'Ilario a Port'Aurea, di costruzione longobarda, si trova nella città di Benevento, lungo via San Pasquale, che costituiva un tratto della Via Traiana. Il nome della chiesa deriva dalla vicinanza all'Arco di Traiano, che nel medioevo, inserito nella cinta muraria, assunse il nome di Porta Aurea.

## Storia
La chiesa è presumibilmente di origine longobarda (VI-VII secolo), costruita su rovine precedenti. Il primo documento che attesta la presenza della chiesa e di un annesso monastero è, tuttavia, del dicembre 1148. Nel 1504 fu annessa da papa Giulio II al Capitolo Metropolitano.
Alla fine del XVII secolo fu sconsacrata e trasformata in casa colonica. L'edificio ha così subito riparazioni e modifiche nel tempo, diventando irriconoscibile. Solo negli anni 1920 il Bertarelli individuò in esso la chiesa di Sant'Ilario.
I primi interventi di riqualificazione furono eseguiti nel 1952 ad opera del professore Mario Rotili, futuro sindaco di Benevento dal 1956 al 1963. Ebbe luogo un restauro conservativo, cui solo nel 1981 fece seguito un più consistente intervento. Furono ripristinati l'ingresso originario ed il tetto del tiburio più basso, e vennero consolidate le strutture.
Acquistata dalla provincia, è stata ulteriormente restaurata. I lavori si sono conclusi il 25 luglio 2003.

## Descrizione
La chiesa di Sant'Ilario ha una semplice pianta rettangolare, cui si aggiunge un'abside semicircolare. Sull'edificio si elevano due torrette di diversa altezza, con tetto in tegole, sotto le quali si trovano due cupole visibili dall'interno, attualmente spoglio. Vi sono due entrate, una sulla parete corta che guarda verso l'Arco di Traiano, l'altra aperta nell'abside. L'interno non è pavimentato per consentire la visione delle strutture sottostanti la costruzione, e una passerella conduce da una porta all'altra.

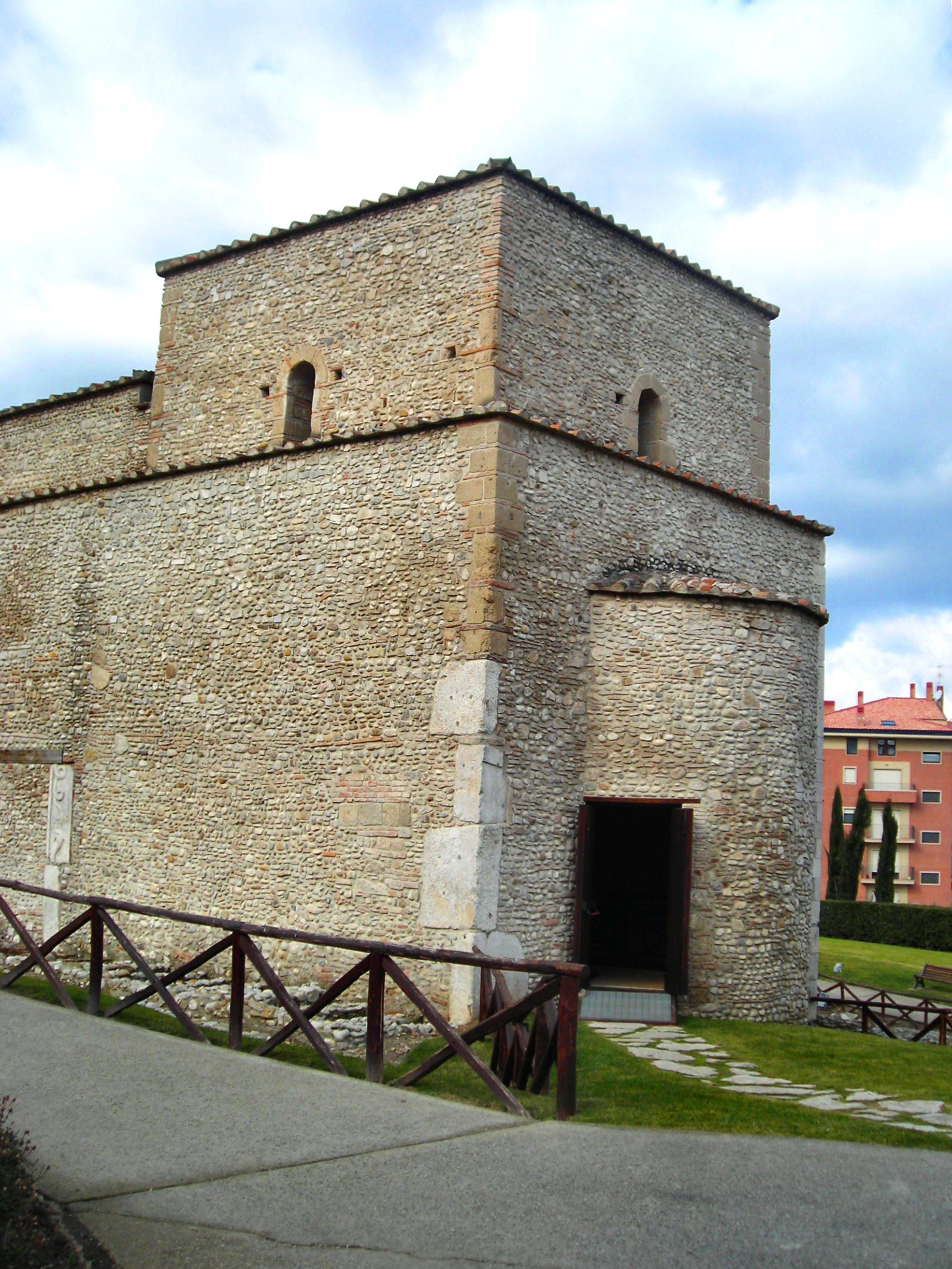
L'abside

L'edificio è stato affidato in gestione dalla Provincia di Benevento al Ministero per i Beni e le Attività Culturali - Soprintendenza per i Beni Archeologi di Salerno, Avellino e Benevento, per l'allestimento del videomuseo dell'Arco: un sistema di proiettori visualizza sulle pareti interne della costruzione un filmato di circa mezz'ora, I racconti dell'Arco.
L'edificio si trova in un prato recintato, digradante verso nord. È circondato da rovine, forse relative al monastero annesso alla chiesa.